# Aïssatou Badji
Pour les articles homonymes, voir Badji.
Aïssatou Badji, née le 26 décembre 1980, est une athlète sénégalaise.

## Carrière
Aïssatou Badji remporte la médaille de bronze du relais 4 × 100 mètres aux Jeux africains de 2003 à Abuja et aux Championnats d'Afrique de 2004 à Brazzaville. 
Elle est championne du Sénégal du 100 mètres en 2001.